# Sparbanken i Karlshamn
Sparbanken i Karlshamn är en sparbank med verksamhet i Karlshamns kommun och Olofströms kommun.
Banken grundades 1829 i Karlshamn.
1912 invigdes ett nytt huvudkontor i Stortorgets hörn. Banken hade fortfarande sitt huvudkontor där 100 år senare.
1966 uppgick Asarums sparbank och Mörrums sparbank i Sparbanken i Karlshamn. När Föreningssparbanken gick ihop med Sparbanken Sverige 1998 fick Sparbanken i Karlshamn ta över Föreningsbankens verksamhet i  Karlshamn och Ringamåla.
Under 2008 gick man samman med Kyrkhults sparbank som låg i Olofströms kommun. Under 2010 etablerades dessutom ett kontor på Ådalsvägen i Olofström. I december 2014 slöts avtal med Sparbanken Skåne om övertagande av denna banks kontor i Karlshamn och Olofström, vilket trädde i kraft den 2 januari följande år. Verksamheten i Olofström hade sitt ursprung i Jämshögs sparbank.

## Källhänvisningar
1. ↑  ”Årsredovisning 2010”. Arkiverad från originalet den 9 oktober 2016. https://web.archive.org/web/20161009124947/https://www.sparbankenikarlshamn.se/idc/groups/public/@i/@8153/documents/article/cid_237770.pdf. Läst 9 oktober 2016.
2. ↑  Sparbanken Skåne säljer Blekinge-kontor, 12 december 2014, Sparbanken Skåne